# أزناوة
أزناوة هي قرية في مقاطعة كاشان، إيران. يقدر عدد سكانها بـ 169 نسمة بحسب إحصاء 2016.